# Нач
На́ч (біл.Начь)— село в Білорусі, у Ганцевицькому районі Берестейської області. Входить до складу Нацької сільської ради. Розташоване за 28 км на північний схід від міста та залізничної станції Ганцевичі, на правому березі річки Лань.

## Історія
У 1880 році в селі знаходилось 11 осад.

## Населення
- 224 жителі (14.10.2009 р.).

## Пам'ятки
Ботанічна пам'ятка природи «Нацька алея».
Садиба Пілявських.
Церква Святого Михайла (1870).